# Pierre Decourcelle
Pour les articles homonymes, voir Decourcelle.
Pierre Decourcelle, né le 25 janvier 1856 à Paris 6e et mort le 10 octobre 1926 à Paris 8e, est un romancier, dramaturge et scénariste français.

## Biographie

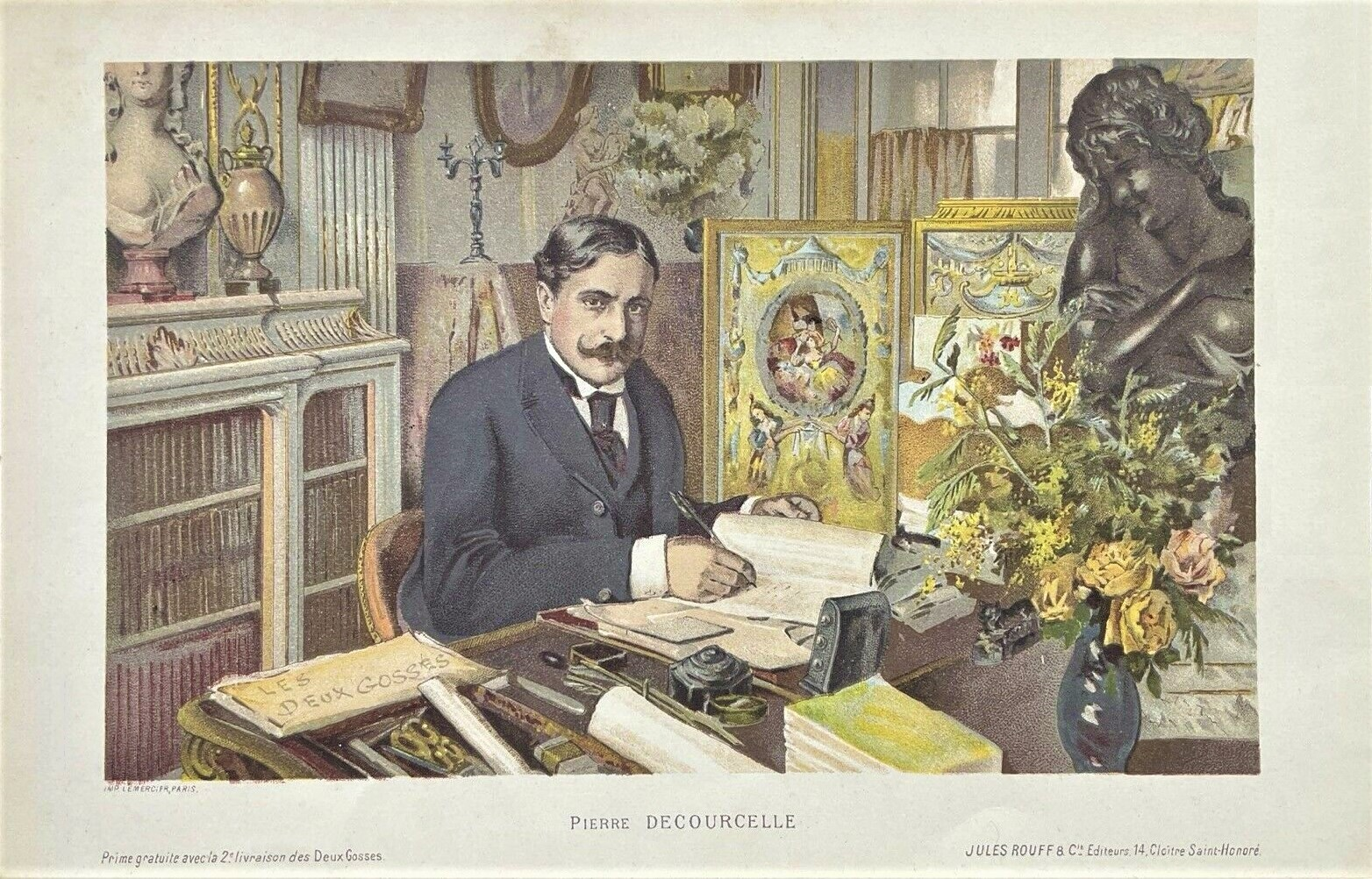
Pierre Decourcelle à sa table de travail.

Fils du dramaturge et chansonnier Adrien Decourcelle, il s’essaie, après de brillantes études au lycée Charlemagne à la finance, puis au journalisme. Rédacteur au journal Le Gaulois, il y publie régulièrement des chroniques dramatiques sous le pseudonyme de « Choufleury » aux côtés de Guy de Maupassant qui lui dédie la nouvelle Lui ?, en 1883.
En 1899, le guide Paris-Parisien le présente comme une « notoriété des lettres », auteur de « drames violents et empoignants qui se jouent 400 fois de suite ». Son plus gros succès à la scène demeure le mélodrame Gigolette (1894), adapté au moins deux fois au cinéma, et sa pièce policière Sherlock Holmes (1907), qui met en vedette le célèbre personnage d’Arthur Conan Doyle, adaptée à la télévision en 1967. Cette pièce est adaptée de celle de William Gillette qui lui-même, a écrit la pièce éponyme et qui a lui-même incarné avec brio le détective.
Comme romancier, il est surtout l’auteur de récits sentimentaux, dont La Chambre d'amour (1891), La Mendiante d’amour (1892) et Les Deux Frangines (1903), mais il s'intéresse également au roman policier, notamment avec Les Deux Gosses (1880), roman qu’il adapte ultérieurement pour le théâtre et plusieurs fois repris au cinéma, et qui raconte comment un jeune garçon placé chez un truand est peu à peu initié au crime. « D'autres romans ou feuilletons de Decourcelle s’apparentent résolument au genre policier : Le Crime d'une sainte (1905), Quand on aime... (1906-1907), La Mort qu'on tue (1914), La Danseuse assassinée (1924) ».
Son père, Adrien Decourcelle, ayant épousé en 1851 une nièce d’Adolphe d'Ennery, en tant que petit-neveu du fortuné dramaturge et homme d'affaires, il prend part - sans succès - comme un autre neveu, Hippolyte Cerf, et deux nièces dont Hortense Janning, née Philippe, aux démêlés judiciaires qui suivirent la mort de ce dernier, légataire universel de son épouse Clémence d'Ennery, morte quatre mois avant lui, en septembre 1898, et qui avait testé en faveur d'une fille légitimée in extremis.
Il épouse en 1895 Edmée About, fille de l'écrivain Edmond About. Ils auront une fille, Claudine. 
Il est envisagé en 1899, comme Ernest Blum, pour collaborer avec Jules Verne à l'adaptation au théâtre des Tribulations d'un Chinois en Chine, projet qui ne verra jamais le jour. 
En 1908, en compagnie de banquiers engagés aux côtés de Pathé frères — Saul et Georges Merzbach — et d’un autre auteur dramatique, Eugène Gugenheim, il fonde la Société cinématographique des auteurs et gens de lettres (S.C.A.G.L), dont l’objectif est d’élargir le public du cinéma à des couches plus cultivées et plus aisées de la population, et qui se vouait à l’adaptation au cinéma de classiques de la littérature populaire comme Les Deux Orphelines, Paillasse, Le Courrier de Lyon, La Fille des chiffonniers, La Closerie des genêts, Les Mystères de Paris, etc.
Il préside la Société des auteurs et compositeurs dramatiques en 1912 et 1913.
Nommé chevalier de la Légion d'honneur le 16 août 1900, il est élevé au rang d’officier, le 11 janvier 1903, puis à celui de commandeur, le 22 août 1926.

## Œuvre

### Théâtre

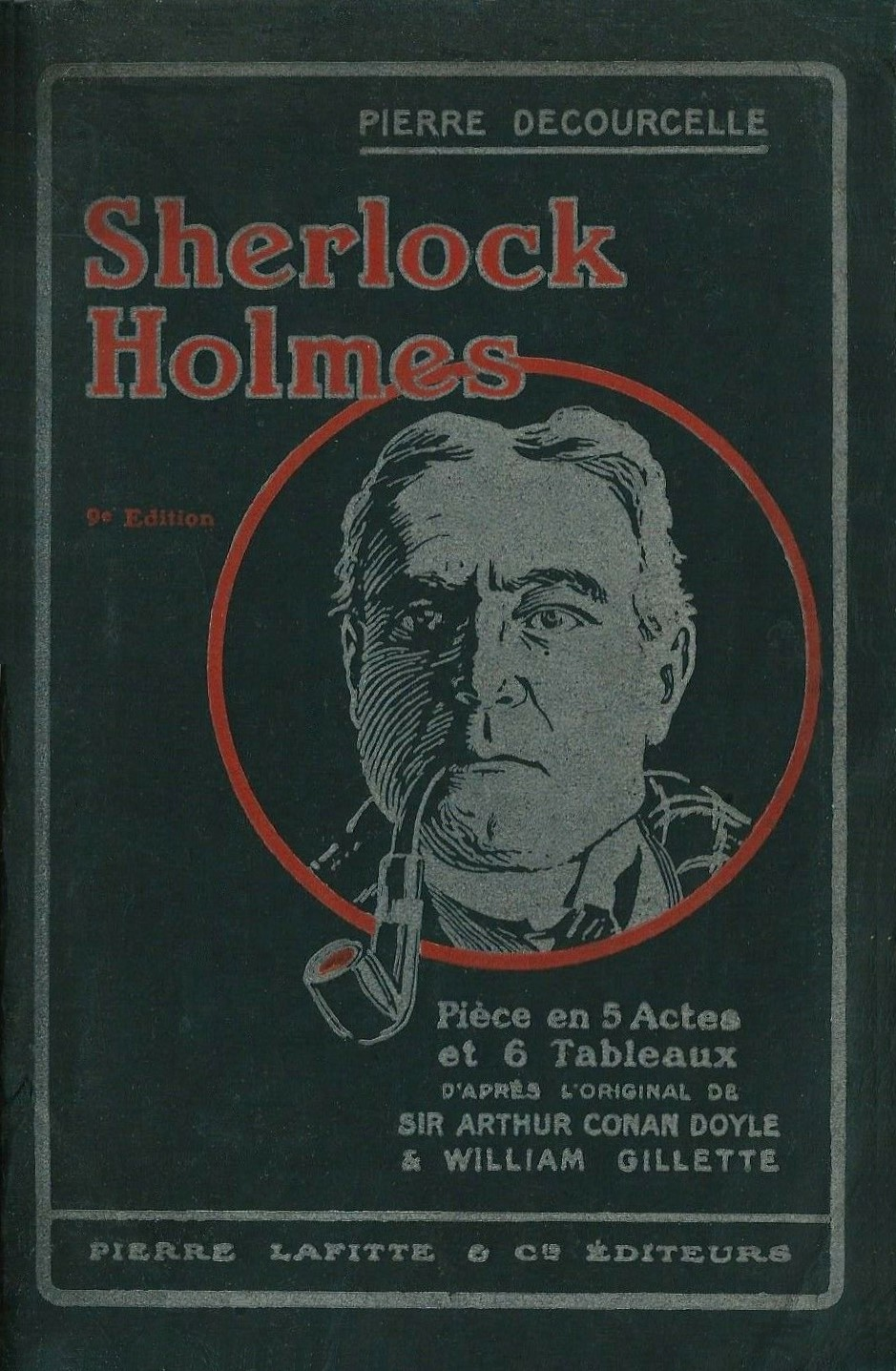
Couverture de l'édition française de la pièce de théâtre Sherlock Holmes de William Gillette, traduite en 1907 par Pierre Decourcelle.

- Le Grain de beauté, comédie en 1 acte, Paris, théâtre du Gymnase, 27 mars 1880.
- L'As de trèfle, drame en 5 actes, Paris, théâtre de l'Ambigu, 15 mars 1883.
- Le Fond du sac, comédie en 3 actes, Paris, théâtre du Palais-Royal, 24 mars 1883.
- La Danseuse au couvent, comédie en 1 acte, Paris, théâtre du Gymnase-Dramatique, 23 septembre 1883.
- L'As de trèfle, drame en 5 actes et 9 tableaux, Paris, théâtre de l'Ambigu, 15 mars 1883.
- La Charbonnière drame en 5 actes, en collaboration avec Hector Crémieux, Théâtre de la Gaîté, 31 janvier 1884.
- Le Mariage à la course, saynète en 1 acte, 1886.
- Les Cinq Doigts de Birouk, drame en 5 actes, 7 tableaux, Paris, théâtre de Paris, 18 décembre 1886.
- L'Abbé Constantin, comédie en 3 actes, en collaboration avec Hector Crémieux, d'après le roman éponyme (1882) de Ludovic Halévy, Paris, théâtre du Gymnase, 4 novembre 1887.
- Madame Cartouche, opéra-comique en 3 actes, en collaboration avec William Busnach, musique de Léon Vasseur, Paris, théâtre des Folies-Dramatiques, 19 octobre 1886.
- Le Dragon de la reine, opéra-comique en 3 actes, en collaboration avec Frantz Beauvallet, musique de Léopold de Wenzel, Paris, théâtre de la Gaîté, 31 mars 1888.
- Mensonges, comédie en 4 actes et 5 tableaux, en collaboration avec Léopold Lacour, d'après le roman de Paul Bourget, Paris, théâtre du Vaudeville, 18 avril 1889.
- Gigolette, drame en 1 prologue, 5 actes et 8 tableaux, en collaboration avec Edmond Tarbé des Sablons, Paris, théâtre de l'Ambigu, 25 novembre 1893
- Brune et blonde, 1893 (lire en ligne sur Gallica).
- Le Collier de la reine, pièce en 5 actes et 13 tableaux, Paris, 31 janvier 1895, théâtre de la Porte-Saint-Martin.
- A perpète, drame en cinq actes, avec Edmond Lepelletier, théâtre de l'Ambigu-Comique, 29 décembre 1899.
- Après le pardon de Mathilde Sérao et Pierre Decourcelle, théâtre Réjane, 1907.
- Sherlock Holmes, pièce en 5 actes et 6 tableaux, théâtre Antoine. Générale le 20 décembre 1907.
- Le Roy sans royaume, énigme historique en 3 parties et 7 tableaux, théâtre de la Porte-Saint-Martin, 23 septembre 1909.
- La Rue du Sentier, comédie en 4 actes de Pierre Decourcelle et André Maurel, théâtre de l'Odéon, 16 avril 1913

### Romans
- La Buveuse de larmes, 1885.
- Le Chapeau gris : grand roman nouveau, Paris, 1886 (lire en ligne sur Gallica).

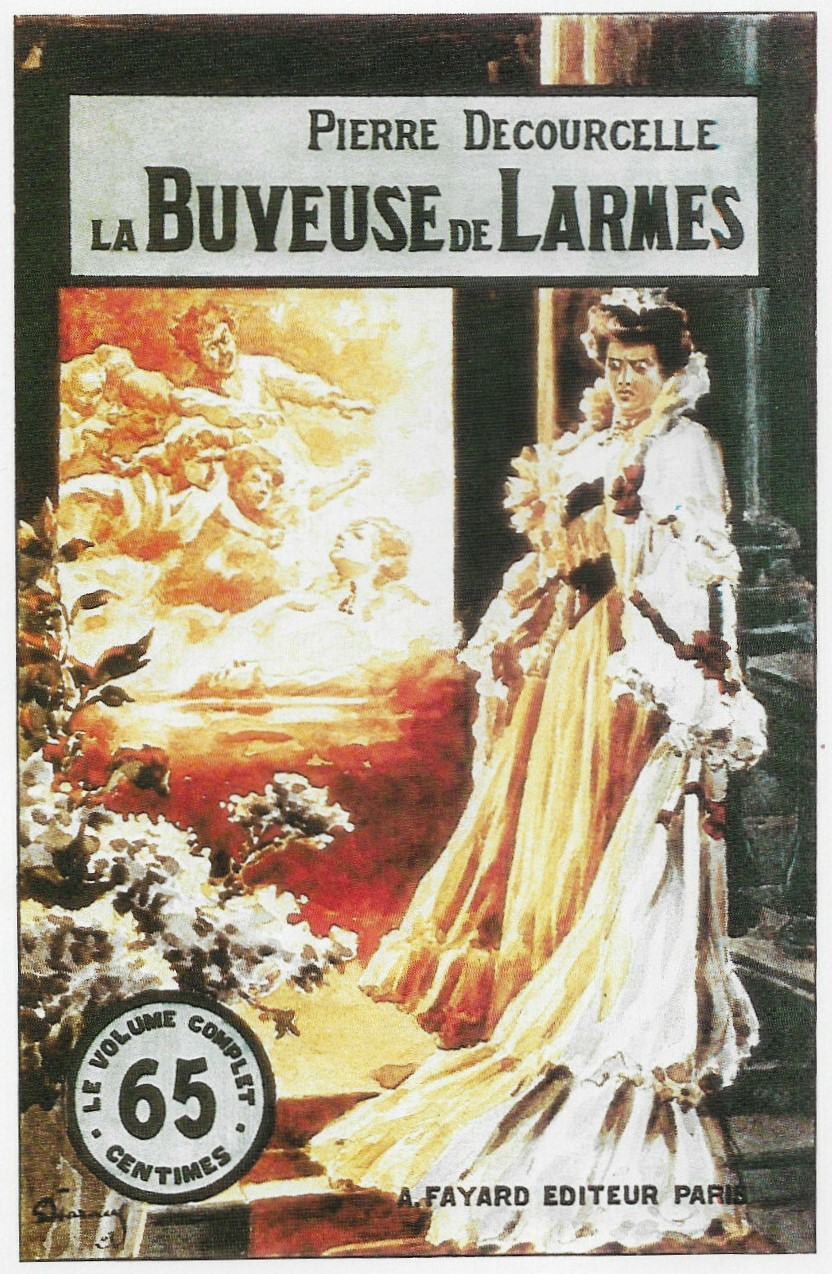
Couverture illustrée par Gino Starace pour une réédition du roman La Buveuse de larmes, Paris, Librairie Arthème Fayard, collection « Le Livre populaire », no 32, décembre 1907.

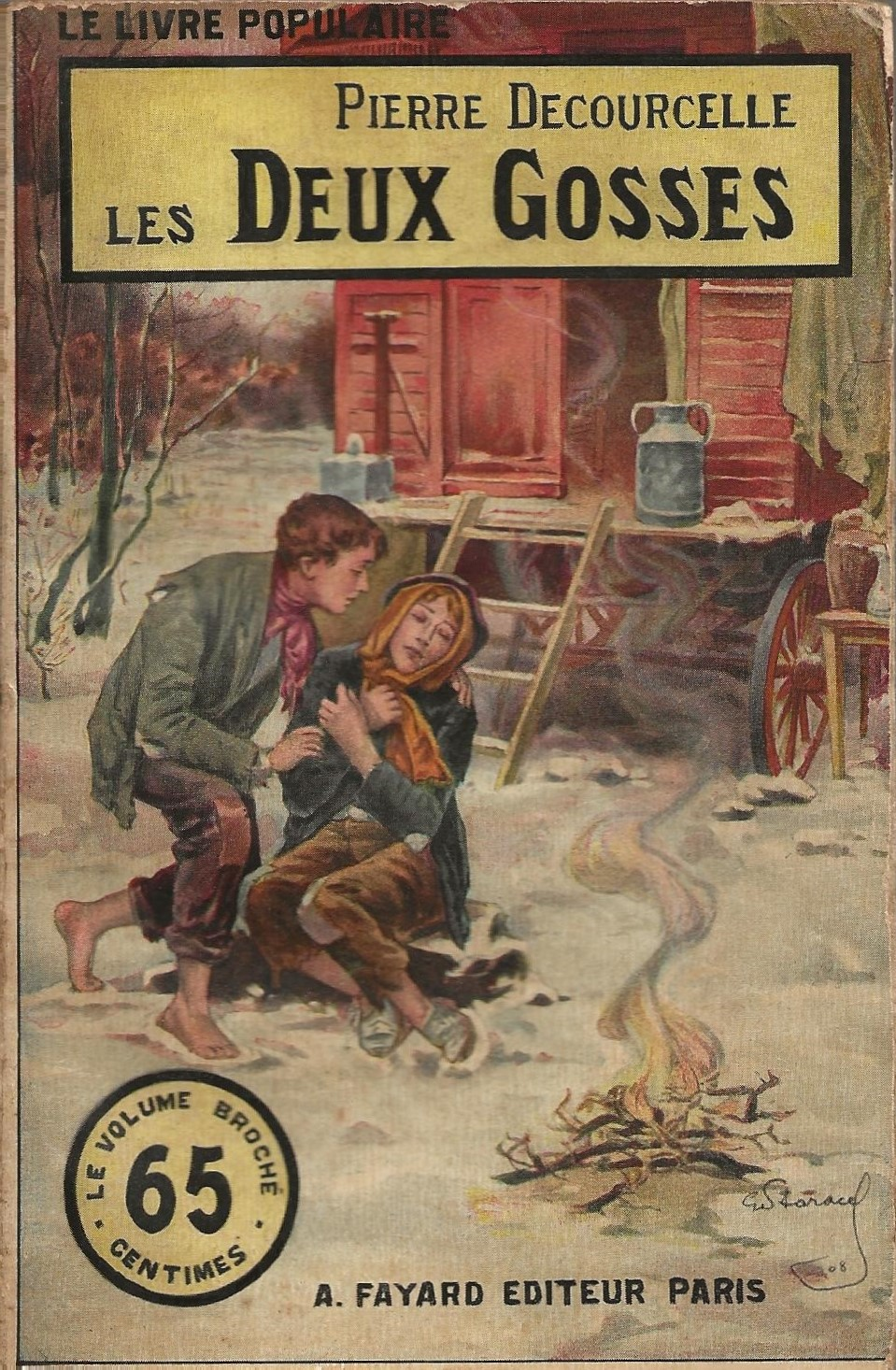
Couverture illustrée par Gino Starace pour une réédition du roman Les Deux Gosses, Paris, Fayard, collection « Le Livre populaire », no 42, octobre 1908.

- Les Deux Gosses, roman illustré par H. Meyer, Jonnard et al., en 3 volumes, Jules Rouff & Cie, 1880.
- Fanfan, deuxième volume du précédent, 1891.
- Le Crime d'une sainte, 1890 ; réédition en 1905.
- La Chambre d'amour, 1891.
- La Mendiante d'amour, 1892 ; réédition en 1911.
- Mam'zelle Misère, Paris, 1892 (lire en ligne sur Gallica).
- La Buveuse de larmes, 1893.
- Voleuse d'honneur, 1894.
- Gigolette, roman tiré de la pièce homonyme, La Librairie illustrée, 1895.
- Crime de femme, 1895.
- Les Fêtards de Paris, 1901.
- Le Curé du Moulin-Rouge, 1903.
- Les Deux Frangines, 1903.
- Les Requins de Paris, 1903.
- Les Ouvrières de Paris, 1904.
- La Bâillonnée, roman en quatre parties, 1904.
- La Mère Coupe-Toujours, 1905.
- La Môme aux beaux yeux, 1905.
- Quand on aime..., 1907.
- Le Million de la bonne, 1911.
- Fille d'Alsace, 1913.
- Le Mort qu'on tue, 1914.
- Les Marchands de patrie, 1916.
- Les Mystères de New-York, Éditions Renaissance du Livre, coll. « Les Romans-Cinémas », 1916.
- La Danseuse assassinée, 1924.

### Scénarios
- 1911 : L'Épouvante (ou Le Coucher d'une étoile) d'Albert Capellani
- 1914 : La Lutte pour la vie, film muet français coréalisé par René Leprince et Ferdinand Zecca ;
- 1917 : 48, avenue de l'Opéra de Georges Denola et Dominique Bernard-Deschamps ;
- 1921 : Tout se paie, film muet français réalisé par Henry Houry, d'après un roman de Paul Bourget ;

## Adaptations

### Au cinéma
- Les Deux Gosses
  - 1912 : Les Deux Gosses - Épisode 1: La faute d'une mère, film muet français réalisé par Adrien Caillard
  - 1912 : Les Deux Gosses - Épisode 2: Fanfan et Claudinet, film muet français réalisé par Adrien Caillard
  - 1914 : Les Deux Gosses film muet français réalisé par Albert Capellani
  - 1916 : Les Deux Gosses, film muet français réalisé par Adrien Caillard
  - 1923 : Les Deux Gosses, film muet américain réalisé par Maurice Tourneur
  - 1924 : Les Deux Gosses, film muet français réalisé par Louis Mercanton
  - 1936 : Les Deux Gosses, film français réalisé par Fernand Rivers
  - 1942 : Los dos pilletes, film mexicain réalisé par Alfonso Patiño Gómez (es)
  - 1951 : Les Deux Gosses (I due derelitti), film italien réalisé par Flavio Calzavara
- 1921 : Gigolette, film muet français réalisé par Henri Pouctal, d'après la pièce éponyme
- 1937 : Gigolette, film français réalisé par Yvan Noé
- 1925 : L'Abbé Constantin, film muet français réalisé par Julien Duvivier, d'après la pièce éponyme de Decourcelle, tirée d'un roman (1882) de Ludovic Halévy
- 1933 : L'Abbé Constantin, film français réalisé par Jean-Paul Paulin

### À la télévision
- 1967 : Une aventure de Sherlock Holmes, téléfilm français réalisé par Jean-Paul Carrère, d'après la pièce Sherlock Holmes, avec Jacques François dans le rôle-titre, et Jacques Alric dans celui du docteur Watson.